# Campephagidae
Los campefágidos (Campephagidae) son una familia de aves paseriformes de tamaño pequeño a medio, que se encuentran en zonas tropicales y subtropicales de África, Asia y Australasia. Contiene unas 84 especies en ocho (o nueve) géneros. Las especies del género Tephrodornis se consideraban a menudo en esta familia pero probablemente sean de la familia Prionopidae donde actualmente son incluidos o de Malaconotidae. La especie Chlamydochaera jefferyi, única de su género, se ubicaba aquí, pero se ha demostrado que realmente pertenece a la familia Turdidae.
La mayoría de los campefágidos son llamados comúnmente orugueros por la dieta con que se alimentan. Los orugueros son aves arbóreas entre medianas a pequeñas, generalmente largas y esbeltas. Suelen ser aves de colorido apagado, predominando en su plumaje los grises, blancos y negros, aunque los minivets (Pericrocotus) y los orugueros carunculados (Lobotos) presentan llamativas coloraciones en rojo, amarillo y naranja; y Coracina azurea de África central es de un azul lustroso por todo el dorso. Las cuatro especies del género  Campephaga exhiben dimorfismo sexual, con machos que tienen plumaje negro lustroso y carúnculas de color rojo y amarillo intenso, mientras que las hembras tienen plumajes verde oliváceos menos llamativos. Algunas especies tienen apariencia superficial de cuclillos y un vuelo ondulante similar. Aunque en realidad están relacionados con la familia Oriolidae, la de las oropéndolas del Viejo Mundo, y se diferencian mucho en algunas características morfológicas (tales como la morfología del cráneo y la disposición de las plumas en el vuelo). 
De las 84 especies de orugueros, la mayoría son aves forestales.  Algunas especies se restringen a bosques primarios, como Coracina analis, otras son capaces de usar bosques más perturbados. Alrededor de once especies usan hábitats mucho más abiertos, una especie australiana, Pteropodocys maxima, se encuentra en llanuras abiertas o matorrales con pocos árboles.
Las aves de las especies de los géneros Pteropodocys, Coracina, Campephaga, Campochaera y Lobotos se encuentran usualmente solitarias, en parejas, y en grupos familiares pequeños, mientras que las de Pericrocotus, Hemipus y Tephrodornis más frecuentemente forman bandadas pequeñas. Hay una variación considerable dentro de la familia en su conjunto con respecto al canto, algunas cantan muy infrecuentemente y algunas, principalmente las Pericrocotus, son extremadamente cantoras.  
Estas aves son fundamentalmente insectívoras, y comen grandes orugas peludas. Se las ha visto comer también pequeños vertebrados, y algunas frutas, semillas y otros alimentos vegetales. Ponen alrededor de cuatro huevos blancos, verdes o azules en nidos que construyen sobre árboles. La incubación dura alrededor de dos semanas.

## Lista taxonómica de Campephagidae
- Género Pteropodocys
  - Pteropodocys maxima – oruguero terrestre;
- Género Coracina
  - Coracina macei – oruguero de Macé;
  - Coracina larvata – oruguero de la Sonda;
  - Coracina javensis – oruguero de Java;
  - Coracina schisticeps – oruguero cabecigrís;
  - Coracina personata – oruguero de Wallacea;
  - Coracina caledonica – oruguero de Melanesia;
  - Coracina novaehollandiae – oruguero carinegro;
  - Coracina caeruleogrisea – oruguero picogrueso;
  - Coracina striata – oruguero barrado;
    - Coracina striata cebuensis – oruguero barrado de Cebú, extinto (principios del siglo XX)

  - Coracina bicolor – oruguero bicolor;
  - Coracina atriceps– oruguero moluqueño;
  - Coracina fortis – oruguero de Buru;
  - Coracina temminckii – oruguero de Temminck;
  - Coracina lineata – oruguero lineado;
  - Coracina boyeri – oruguero de Boyer;
  - Coracina leucopygia – oruguero culiblanco;
  - Coracina papuensis – oruguero papúa;
  - Coracina longicauda – oruguero encapuchado;
  - Coracina parvula – oruguero de Halmahera;
  - Coracina abbotti – oruguero de Abbott;
  - Coracina analis – oruguero de Nueva Caledonia;
  - Coracina pectoralis – oruguero pechiblanco;
  - Coracina azurea – oruguero azulado;
  - Coracina caesia – oruguero gris;
  - Coracina graueri – oruguero de Grauer;
  - Coracina cinerea – oruguero malgache;
  - Coracina typica – oruguero de Mauricio;
  - Coracina newtoni – oruguero de Reunión;
  - Coracina tenuirostris  – oruguero picofino;
    - Coracina tenuirostris edithae – oruguero picofino de Maros en disputa; extinto (mediados del siglo XX);

  - Coracina coerulescens – oruguero negruzco;
    - Coracina coerulescens altera – oruguero negruzco de Cebú, posiblemente extinto (¿principios del siglo XX?);
    - Coracina coerulescens deschauenseei – oruguero negruzco de Marinduque, posiblemente extinto (¿finales del siglo XX?);

  - Coracina dohertyi – oruguero de Sumba;
  - Coracina sula – oruguero de Sula;
  - Coracina dispar – oruguero de las Kai;
  - Coracina mindanensis – oruguero filipino;
  - Coracina morio – oruguero de Célebes;
  - Coracina ceramensis – oruguero pálido;
  - Coracina incerta – oruguero incierto;
  - Coracina schisticeps – oruguero pizarroso;
  - Coracina melas – oruguero negro;
  - Coracina montana – oruguero ventrinegro;
  - Coracina holopolia – oruguero de las Salomón;
  - Coracina mcgregori – oruguero de McGregor;
  - Coracina polioptera – oruguero de Indochina;
  - Coracina ostenta – oruguero aliblanco;
  - Coracina melaschistos – oruguero alinegro;
  - Coracina fimbriata – oruguero menor;
  - Coracina melanoptera – oruguero cabecinegro;
  - Coracina cucullata – oruguero de las Comores;
  - Coracina dobsoni – oruguero de las Andamán;
  - Coracina ingens – oruguero de la Manus;
  - Coracina insperata – oruguero de Ponapé;
  - Coracina monacha – oruguero de Palaos;
  - Coracina nesiotis – oruguero de Yap;
  - Coracina remota – oruguero de las Bismarck;
  - Coracina salomonis – oruguero  de San Cristóbal;
  - Coracina welchmani – oruguero de Welchman.
- Género Campochaera
  - Campochaera sloetii – oruguero dorado;
- Género Lalage
  - Lalage melanoleuca – oruguero blanquinegro;
  - Lalage nigra – oruguero pío;
  - Lalage leucopygialis – oruguero de Walden;
  - Lalage sueurii – oruguero de Lesueur;
  - Lalage tricolor – oruguero tricolor;
  - Lalage aurea – oruguero ventrirrufo;
  - Lalage atrovirens – oruguero cejinegro;
    - Lalage moesta – oruguero de las Tanimbar;

  - Lalage leucomela – oruguero variable;
  - Lalage conjuncta – oruguero de San Matías;
  - Lalage maculosa – oruguero polinesio;
  - Lalage sharpei – oruguero de Samoa;
  - Lalage leucopyga – oruguero colilargo;
    - Lalage (leucopyga) leucopyga – oruguero colilargo de isla Norfolk, extinto (1976);
- Género Campephaga
  - Campephaga petiti – oruguero de Petit;
  - Campephaga flava – oruguero hombroamarillo;
  - Campephaga phoenicea – oruguero hombrorrojo;
  - Campephaga quiscalina – oruguero purpúreo;
- Género Lobotos
  - Lobotos lobatus – oruguero carunculado;
  - Lobotos oriolinus – oruguero oriolino;
- Género Pericrocotus
  - Pericrocotus roseus – minivet rosado;
  - Pericrocotus cantonensis – minivet de Swinhoe;
  - Pericrocotus divaricatus – minivet ceniciento;
  - Pericrocotus tegimae – minivet de Riukiu;
  - Pericrocotus cinnamomeus – minivet chico;
  - Pericrocotus igneus – minivet encendido;
  - Pericrocotus lansbergei – minivet de Flores;
  - Pericrocotus erythropygius – minivet ventriblanco;
  - Pericrocotus solaris – minivet gorgigrís;
  - Pericrocotus ethologus – minivet colilargo;
  - Pericrocotus brevirostris – minivet piquicorto;
  - Pericrocotus miniatus – minivet de la Sonda;
  - Pericrocotus flammeus – minivet escarlata;
- Género Hemipus
  - Hemipus picatus – oruguero alibarrado;
  - Hemipus hirundinaceus – oruguero golondrina.